# In den Gängen
In den Gängen es una película alemana dramática dirigida por Thomas Stuber. Fue seleccionada para competir por el Oso de oro en la sección principal de la competencia en el 68.º Festival Internacional de Cine de Berlín. En Berlín ganó el Premio del Jurado Ecuménico.

## Reparto
- Franz Rogowski como Christian.
- Sandra Hüller como Marion.
- Peter Kurth como Bruno.
- Henning Peker como Wolfgang.
- Ramona Kunze-Libnow como Irina.
- Andreas Leupold como Rudi.
- Sascha Nathan como Johnny.
- Michael Specht como Paletten-Klaus.

## Recepción
In den Gängen recibió reseñas positivas de parte de la crítica y de la audiencia. En el sitio web especializado Rotten Tomatoes, la película posee una aprobación de 90%, basada en 39 reseñas, con una calificación de 7.4/10, mientras que de parte de la audiencia tiene una aprobación de 61%, basada en más de 50 voto, con una calificación de 3.4/5.
El sitio web Metacritic le ha dado una puntuación de 67 de 100, basada en 12 reseñas, indicando: "reseñas generalmente favorables". En el sitio IMDb los usuarios le asignaron una calificación de 6.9/10, sobre la base de 5020 votos, mientras la que en la página web FilmAffinity la cinta tiene una calificación de 6.5/10, basada en 700 votos.